# Todd Heap
Todd Benjamin Heap (Mesa, 16 marzo 1980) è un ex giocatore di football americano statunitense che ha militato nel ruolo di tight end nella National Football League (NFL).

## Carriera

### Baltimore Ravens
Al college Heap giocò a football ad Arizona State. Fu scelto come trentunesimo assoluto nel Draft NFL 2001 dai Baltimore Ravens. Nella sua stagione da rookie fece registrare 16 ricezioni per 206 yard e un touchdown, giocando come riserva dell'otto volte Pro Bowler Shannon Sharpe. Divenne titolare l'anno seguente dopo che Sharpe lasciò la squadra. Con i Ravens che chiusero con un record di 7-9, Heap ricevette 68 passaggi per 836 yard e 6 touchdown, venendo convocato per il suo primo Pro Bowl. L'anno seguente ricevette 57 passaggi per 693 yard e 3 touchdowns, malgrado i Ravens avessero un attacco maggiormente orientato sulle corse di Jamal Lewis. Heap fu nuovamente convocato per il Pro Bowl mentre Baltimore vinse AFC North per la prima volta nella sua storia. Nei playoff ebbe 6 ricezioni per 80 yard e un touchdown nella sconfitta per 20-17 contro i Tennessee Titans.

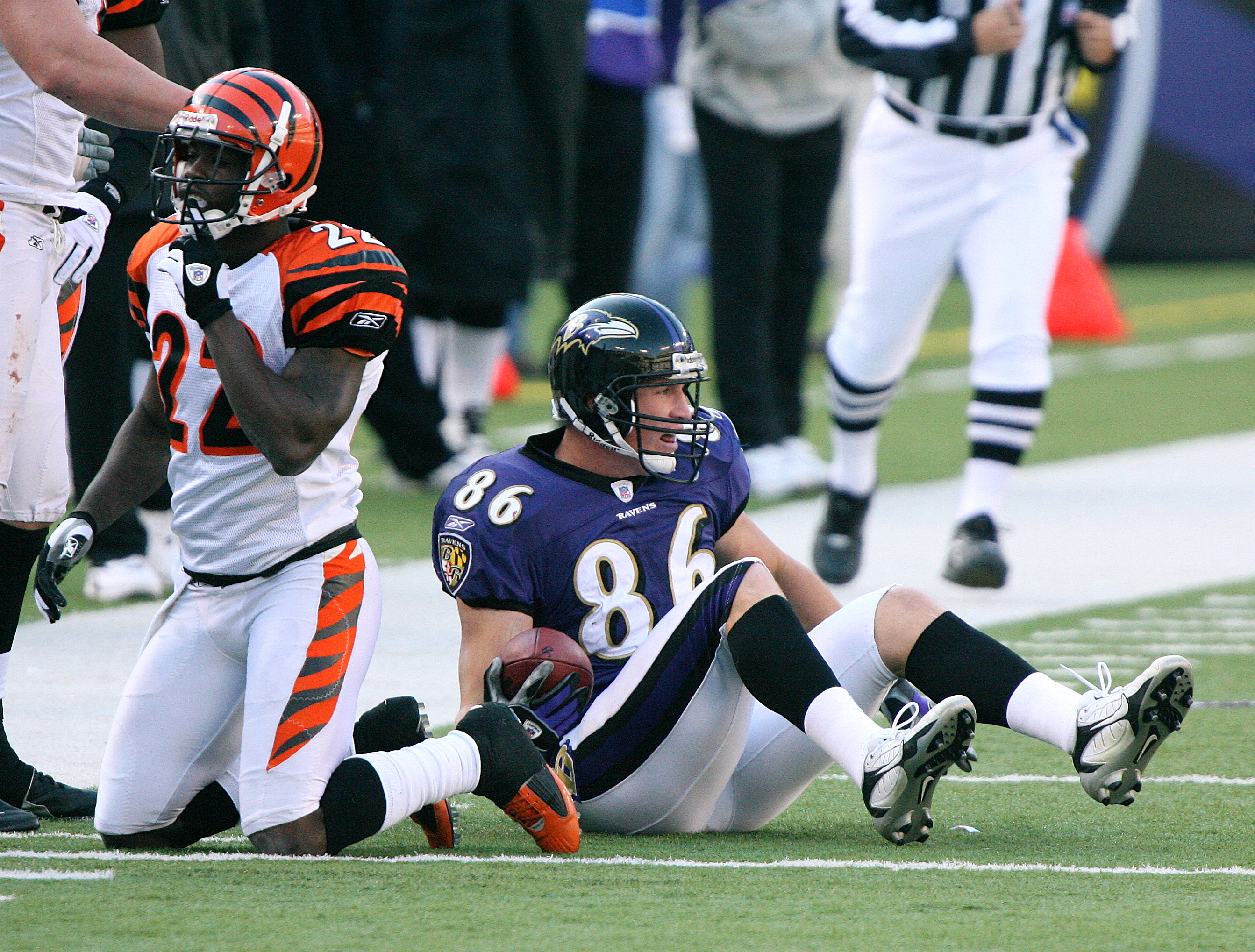
Johnathan Joseph e Todd Heap nel 2006

Heap si infortunò nel secondo turno della stagione 2004 contro i Pittsburgh Steelers. Fece ritorno nel tredicesimo turno ma saltò l'ultima gara della stagione, chiusa con 303 yard ricevute e 3 marcature. Tornò completamente in salute nel 2005 ma i Ravens soffrirono gli infortuni di molti titolari e chiusero con un record di 6-10. Heap ebbe 75 ricezioni per 855 yard e 7 touchdown.
Nel 2006 Heap iniziò a ricevere i passaggi dall'ex rivale, il quarterback Pro Bowler Steve McNair. I Ravens vinsero per la seconda volta la division con un record di franchigia di 13-3. Il tight end ricevette 73 passaggi per 765 yard e 6 touchdows. Nel 2007 saltò dieci partite a causa di un infortunio, ricevendo solamente 23 passaggi per 239 yard e un touchdownn. Nel 2008 ebbe 35 ricezioni per 403 yard e 3 touchdown. I Ravens giunsero fino alla finale della AFC per la prima volta dal 2000 ma persero contro gli Steelers.
Heap giocò afflitto da numerosi infortuni nel 2003 ma riuscì comunque a totalizzare 53 ricezioni per 593 yard e 6 touchdown, andando a segno per due volte in una partita in due occasioni. I Ravens ebbero un bilancio di 9–7, perdendo nel secondo turno di playoff contro gli Indianapolis Colts. Nel 2010 disputò 12 partite, con 37 ricezioni per 546 yard e 5 touchdown, uno dei quali da una ricezione da 65 yard, la più lunga della carriera. Nella settimana 13 contro gli Steelers si infortunò al tendine del ginocchio nel primo snap offensivo di Baltimore, lasciando la gara. Per non peggiorare l'infortunio, saltò le successive tre partite.
Il 25 luglio 2011 i Ravens annunciarono che avrebbero svincolato Heap all'inizio della free agency. Fu svincolato ufficialmente tre giorni dopo.

### Arizona Cardinals
Il 31 luglio 2011 Heap firmò un contratto biennale con gli Arizona Cardinals. Con essi disputò 12 partite, totalizzando 32 ricezioni per 377 yard e un touchdown. Dopo essersi infortunato nel secondo turno della stagione contro i New England Patriots il 16 settembre 2012, sul finire del terzo quarto, non fece ritorno il resto dell'annata e fu svincolato il 4 dicembre 2012.
Heap annunciò il ritiro dal football professionistico nel 2013. Il 13 maggio 2014 i Baltimore Ravens annunciarono che sarebbe stato introdotto nel Ring of Honor della squadra, di cui divenne il primatista di tutti i tempi per touchdown su ricezione e fu secondo in ricezioni e yard ricevute.

## Palmarès
- Convocazioni al Pro Bowl: 2

2002, 2003
- Second-team All-Pro:1

2003
- Baltimore Ravens Ring of Honor